# Enotepteron heikae
Enotepteron heikae is een slakkensoort uit de familie van de Gastropteridae. De wetenschappelijke naam van de soort is voor het eerst geldig gepubliceerd in 2001 door Brodie, Klussmann-Kolb & Gosliner.